# El Lindero (södra San Miguel de Allende)
El Lindero är en ort i Mexiko.   Den ligger i kommunen San Miguel de Allende och delstaten Guanajuato, i den centrala delen av landet, 240 km nordväst om huvudstaden Mexico City. El Lindero ligger 1 856 meter över havet och antalet invånare är 178.
Terrängen runt El Lindero är kuperad åt sydväst, men åt nordost är den platt. El Lindero ligger nere i en dal. Runt El Lindero är det ganska tätbefolkat, med 134 invånare per kvadratkilometer. Närmaste större samhälle är San Miguel de Allende, 15,0 km nordost om El Lindero. Trakten runt El Lindero består i huvudsak av gräsmarker.